# Santo Mazzarino
Santo Mazzarino (* 27. Januar 1916 in Catania; † 18. Mai 1987 in Rom) war ein italienischer Althistoriker. Durch die Originalität seiner Forschungen und die Vielfalt seiner Interessen gilt er als einer der bedeutendsten Vertreter seines Faches in Italien in der zweiten Hälfte des 20. Jahrhunderts.

## Leben
Santo Mazzarino legte 1932 sein Abitur in seiner Geburtsstadt Catania ab und studierte anschließend mehrere Geisteswissenschaften. Er schloss sie an der Universität Catania mit einer althistorischen Arbeit bei Luigi Pareti ab, um dann in München bei Rudolf Pfeiffer und Walter Otto ein „Aufbaustudium“ anzuschließen. 1937 wurde er Lehrer für Alte Sprachen an einem humanistischen Gymnasium in Acireale. 1939 wechselte er als Mitglied ans italienische Institut für Alte Geschichte in Rom. Ab 1944 lehrte Mazzarino an der Universität Catania. 1951 erfolgte dort die Berufung auf das althistorische Ordinariat. 1964 wechselte er auf eine Professur für Römische Geschichte an die römische Universität La Sapienza, wo er bis zu seiner Emeritierung 1986 lehrte. Zudem wurde er 1974 Leiter des Instituto di Storia romana sowie der Scuola di perfizionamento in Storia antica. Ab 1974 leitete er zudem das Instituto di Storia greca.
Zu Beginn seiner Forschungskarriere befasste sich Mazzarino mit der Spätantike. Seine Forschungen zu Stilicho wie auch zum 4. Jahrhundert zeigen schon die eigenständigen Forschungsansätze. Wichtige Anstöße gab das Mitglied des Partito Comunista Italiano auch in der Wirtschafts- und Sozialgeschichte. Für Mazzarino war die Spätantike ein politisch-sozialer, nicht jedoch ein kultureller Verfall. Durch Anregungen seines Lehrers Pareti deutete er die Geschichte der archaischen Epoche Griechenlands in antiklassizistischer Weise neu. Hauptwerk Mazzarinos war eine Studie zum Geschichtsdenken, dessen Ansätze er in der frühgriechischen Orphik und Lyrik sah und das er bis in die Spätantike untersuchte. 1973 wurde er Mitglied der Accademia Nazionale dei Lincei.

## Schriften (Auswahl)
- Stilicone. La crisi imperiale dopo Teodosio (= Studi pubblicati dall’Istituto Italiano per la Storia Antica. Nr. 3). Signorelli, Rom 1942 (auch: Rizzoli, Mailand 1990, ISBN 88-17-33616-5).
- Dalla monarchia allo stato repubblicano. Ricerche di storia romana arcaica. Agnini, Catania 1945 (mehrere Ausgaben).
- Serena e le due Eudossie (= Quaderni di studi romani. Band 7, ZDB-ID 780741-7). Istituto di Studi Romani, Rom 1946.
- Introduzione alle guerre puniche (= Saggi e ricerche. Band 13, ZDB-ID 1195260-x). Crisafulli, Catania 1947 (mehrere Ausgaben).
- Fra Oriente e Occidente. Ricerche di storia Greca arcaica. „La nuova Italia“, Florenz 1947 (Mehrere Ausgaben).
- Aspetti sociali del quarto secolo. Ricerche di storia tardo-romana (= Problemi e ricerche di storia antica. Band 1, ZDB-ID 1453597-x). „L'Erma“ di Bretschneider, Rom 1951.
- Storia romana e storiografia moderna (= Criterion. Band 5, ZDB-ID 2280110-8). Conte, Neapel u. a. 1954.
- als Herausgeber: L’Impero romano (= Trattato di storia romana. Band 2). Tumminelli, Rom 1956 (mehrere Ausgaben).
- La fine del mondo antico (= Serie Saper tutto. 153/155, ZDB-ID 1476933-5). Garzanti, Mailand 1959 (mehrere Ausgaben; in deutscher Sprache: Das Ende der antiken Welt. Piper, München 1961).
- Il pensiero storico classico. 3 Bände. Laterza, Bari 1965–1966 (mehrere Ausgaben).
- Vico, l’annalistica e il diritto (= Studi vichiani. Band 5, ZDB-ID 148766-8). Guida, Neapel 1971.
- Il basso impero. 2 Bände. Dedalo, Bari 1974–1980, ISBN 88-220-0513-9 (Band 1), ISBN 88-220-0514-7 (Band 2). Nachdruck als: Il basso impero. Antico, tardoantico ed era costantiniana. Bari 2003.
- Storia sociale del Vescovo Ambrogio (= Problemi e ricerche di storia antica. Band 4). „L’Erma“ di Bretschneider, Rom 1989, ISBN 88-7062-664-4.